# Gandhinagar
Gandhinagar (gudzsaráti: ગાંધીનગર) város India északnyugati részén; Gudzsarát állam székhelye. A Szabarmati folyó nyugati partján fekszik, 30 km-re északra az állam legnagyobb városától, Ahmedábád központjától. Lakossága 206 ezer fő volt 2011-ben.
Az 1960-as években várostervezés alapján létrejött települést Mahatma Gandhiról nevezték el, aki ebben az államban született.
Legnagyobb látványossága a Akshardham templom-komplexum.

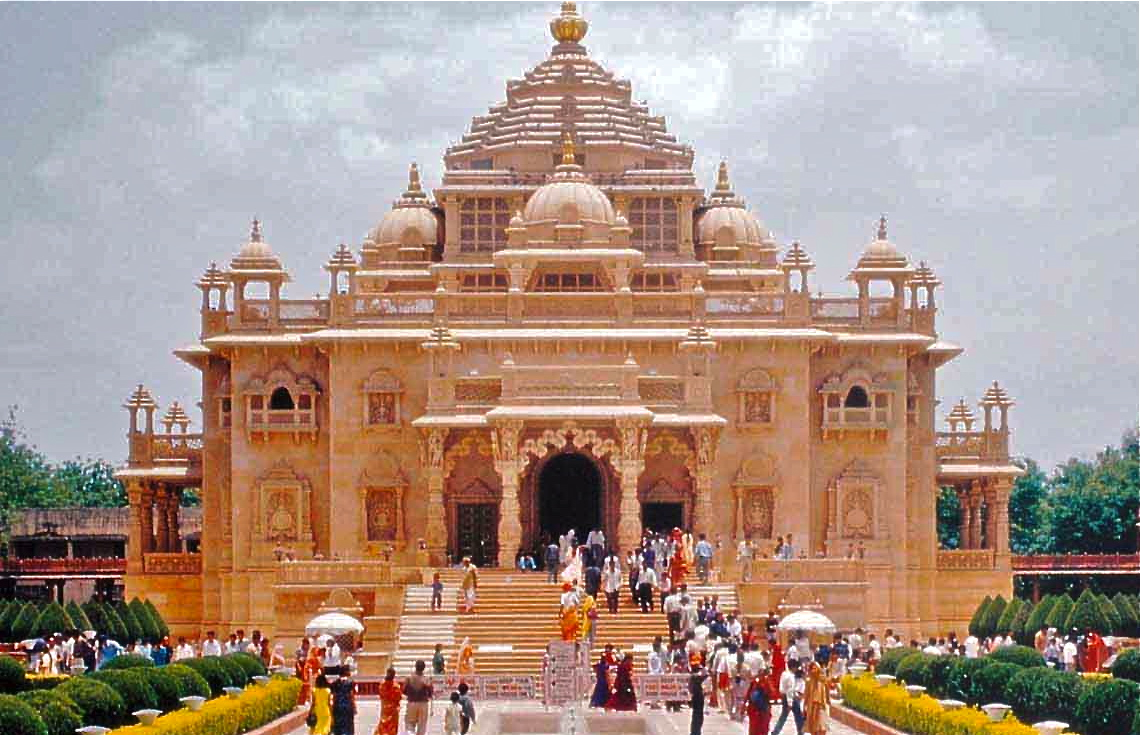
Az Akshardham templom

## Fordítás
- Ez a szócikk részben vagy egészben  a   Gandhinagar című angol Wikipédia-szócikk fordításán alapul.  Az eredeti cikk szerkesztőit annak laptörténete sorolja fel. Ez a jelzés csupán a megfogalmazás eredetét és a szerzői jogokat jelzi, nem szolgál a cikkben szereplő információk forrásmegjelöléseként.